# Ферхат Мехенни
Ферхат Мехенни (кабильск. Ferhat Mehenni; 5 марта 1951, Иллула-Умалу, Тизи-Узу, Алжир) — кабильский певец и политический активист-националист в Алжире, основатель и первый президент сепаратистского Движения за автономию Кабилии. С 2010 года президент находящейся во Франции организации, называемой Кабильское правительство в изгнании. Лауреат Премии мира Гуси за 1913 год.

## Биография
Родился 5 марта 1951 года в коммуне Иллула-Умалу алжирской провинции Тизи-Узу. В 1971 году окончил среднюю школу в городе Ларба Нат Иратен, затем окончил алжирский университет со степенью в области политологии. Во время учёбы издавал журнал, посвящённый культурным и лингвистическим проблемам. Параллельно занимался музыкой.
В 1973 году получил первый приз алжирского фестиваля современной музыки. Вскоре после этого успеха он начал свою карьеру как исполнитель песен протеста и политический активист. Стремится к возрождению традиционной берберской музыки. Его песни были осуждены как подрывные при режиме Хуари Бумедьена. Кроме того, они вызвали неприятие боевиков-исламистов, которые неоднократно угрожали ему смертью.
С лета 1976 года он принимал активное участие в спорах, предшествовавших референдуму за конституционную поправку, целью которой была гарантия господства Хуари Бумедьена. В связи с этим он попал в поле зрения полиции военной безопасности (Sécurité militaire), так как на всех митингах и собраниях подчеркивал свою берберскую идентичность. Полиция арестовала его на 24 часа.
В 1980 году в Алжире возникло первое стихийное движение сопротивления режиму, речь шла преимущественно о признании кабильского языка равноправным в стране. Во время уличных демонстраций В боях с полицией было убито 126 человек и ранено 5000. Ферхат Мехенни был арестован как активный участник, но через месяц его отпустили. Он продолжил свою деятельность как защитник кабильской культуры, но был постоянно под наблюдением полиции. В дальнейшем он был среди учредителей Алжирской Лиги по правам человека. Как активист Лиги, был арестован, заключён в тюрьму Берруа, приговорен к трём годам лишения свободы и штрафу в 5 000 динаров. Через некоторое время был амнистирован.
В дальнейшем Мехенни был одним из главных организаторов студенческого бойкота в сентябре 1994 года, который привел к созданию правительством Алжира высшего комиссариата по берберским вопросам (фр. Skin Commissariat à L’Amazighité).
Всего за свою деятельность Фархат был арестован 13 раз, заключён в тюрьму и подвергнут пыткам. После резни в Кабилии, спровоцированной убийством Алжирской армией заключённого Массинисса Герма, основал МАК (движение за автономию Кабилии). Первоначально программа этой организации состояла в требованиях автономии, позднее, в 2015 году, движение выдвинуло требования самоопределения. В 2004 году был убит старший сын Ферхата, Амезиан Мехенни. Это убийство сторонники МАК считают наказанием за политический активизм отца. Полагают также, что целью убийцы мог быть сам Фархат.
26 августа 2021 года Алжир выдал международный ордер на арест Ферхата Мехенни.
14 ноября 2022 года Суд Дар-эль-Бейды в Алжире заочно приговорил Ферхата Мехенни к пожизненному заключению.